# Racetrack Playa
Racetrack Playa, eller blot The Racetrack, er en udtørret sø i den nordvestlige del af Death Valley, i Death Valley National Park, Inyo County, Californien i USA.
Stedet er berømt for sine vandrende sten, der efterlader spor hvor de har bevæget sig.
36°40′53″N 117°33′46″V / 36.6813°N 117.5627°V